# Мадзгарашвили, Алексей Иванович
Алексей Иванович Мадзгарашвили (1911 год, село Шрома, Сигнахский уезд, Тифлисская губерния, Российская империя — неизвестно, село Шрома, Лагодехский район, Грузинская ССР) — звеньевой колхоза «Шрома» Лагодехского района, Грузинская ССР. Герой Социалистического Труда (1949).

## Биография
Родился в 1911 году в крестьянской семье в селе Шрома Сигнахского уезда. Во время коллективизации вступил в местный колхоз «Шрома» Лагодехского района, в котором трудился до призыва в 1941 году в Красную Армию по мобилизации. Участвовал в Великой Отечественной войне. Воевал в составе 193-й стрелковой дивизии. После демобилизации возвратился в родное село, где продолжил трудиться в колхозе «Шрома». В послевоенные годы назначен звеньевым табаководов.
В 1948 году звено под его руководством собрало в среднем с каждого гектара по 36,4 центнеров табака сорта «Трапезонд» на участке площадью 3,2 гектара. Указом Президиума Верховного Совета СССР от 5 августа 1949 года удостоен звания Героя Социалистического Труда за «получение высоких урожаев кукурузы и табака в 1949 году» с вручением ордена Ленина и золотой медали «Серп и Молот» (№ 4222).
Этим же указом званием Героя Социалистического Труда были награждены четверо тружеников колхоза «Шрома» Лагодехского района (в том числе Гайоз Николаевич Тандилашвили, Евгения Сабановна Хмаладзе).
За выдающиеся трудовые достижения по итогам Семилетки (1959—1965) награждён Орденом «Знак Почёта».
После выхода на пенсию проживал в родном селе Шрома. Дата смерти не установлена (после 1985 года).
Награды
- Герой Социалистического Труда
- Орден Ленина
- Орден Отечественной войны 2 степени (11.03.1985)
- Орден Трудового Красного Знамени (03.07.1950)
- Орден «Знак Почёта» (02.04.1966)